# Traité de Pontotoc

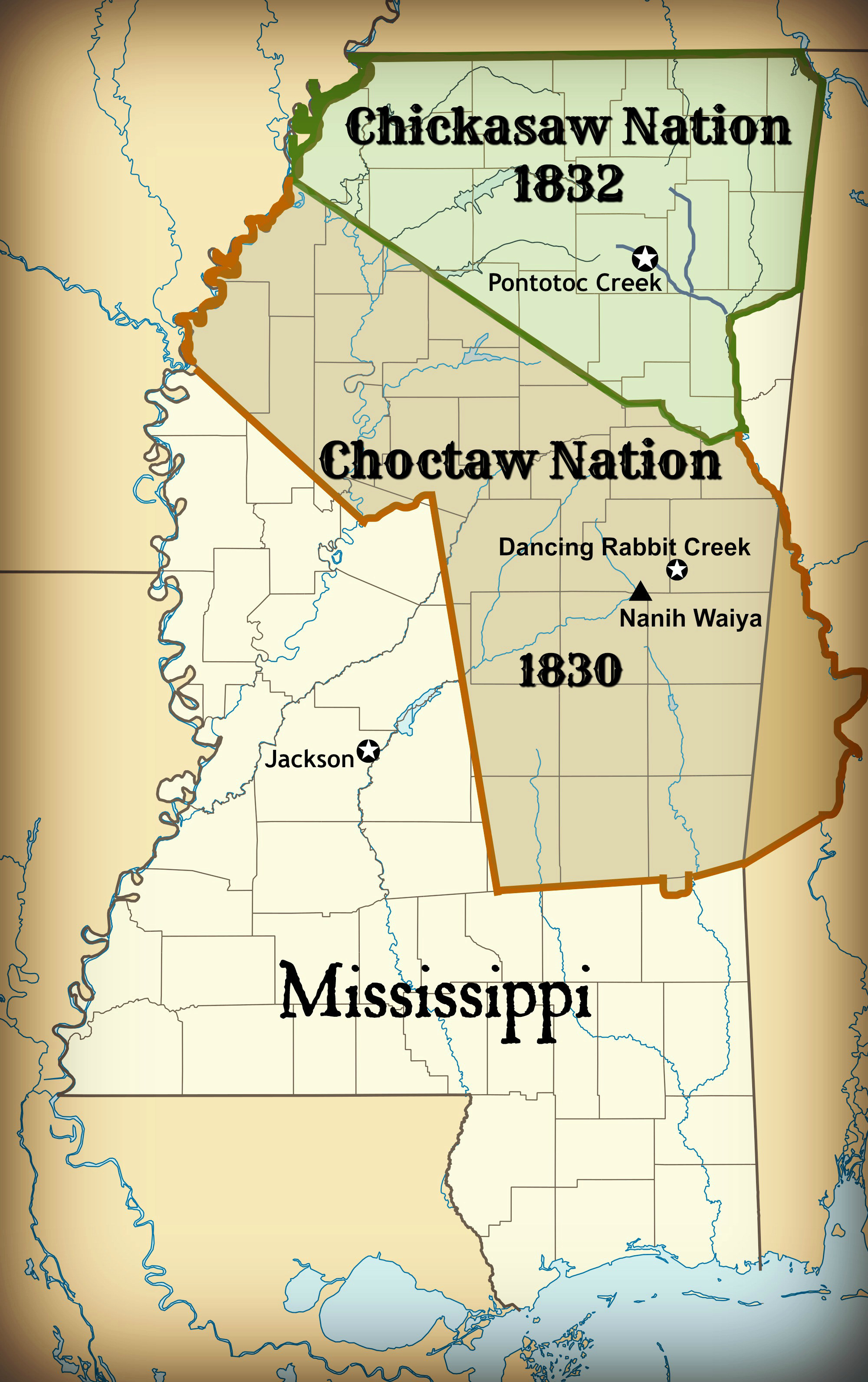
Territoire des Chicachas et des Chactas en 1832.

Le traité de Pontotoc est un traité signé le 20 octobre 1832 entre les États-Unis et les Chicachas. Par ce traité, les Chicachas cèdent aux États-Unis l'ensemble de leurs terres situées dans l'État du Mississippi en échange de terres à l'ouest du fleuve Mississippi.